# مایکل فلین
مایکل توماس فلین (انگلیسی: Michael Thomas Flynn؛ زادهٔ ۲۴ دسامبر ۱۹۵۸) سپهبد نیروی زمینی ایالات متحده آمریکا است. او پیشتر به عنوان اداره‌کننده سازمان اطلاعات دفاعی، فرمانده فرماندهی جزء کاربردی مشترک هوش، نظارت و شناسایی و رئیس هیئت اطلاعات نظامی از ۲۴ ژوئیه ۲۰۱۲، تا ۲ اوت ۲۰۱۴ کار کرده‌است. پیش از این او دستیار اداره‌کننده اطلاعات ملی بوده‌است. در مارس ۲۰۱۶ او به عنوان یکی از چندین گزینه ممکن برای انتخاب به عنوان معاون ریاست جمهوری برای دونالد ترامپ نامزد جمهوری‌خواه انتخابات ریاست جمهوری مطرح شده بود. فلین به مدت ۲۴ روز از ۲۰ ژانویه یا ۱۳ فوریه ۲۰۱۷ به عنوان مشاور امنیت ملی رئیس‌جمهور دونالد ترامپ کار کرد. مایکل فلین در فوریه ۲۰۱۷ به دلیل اتهامات مطرح شده در خصوص حواشی تحریم‌های آمریکا علیه روسیه و ارتباطات وی با سفیر روسیه، از سمت خود استعفا کرد. دوره تصدی او کوتاه‌ترین دوره در بین مشاورین امنیت ملی آمریکا است.
وی همچنین برنده جوایزی همچون نشان ستاره برنزی شده‌است.
دولت اوباما در سال ۲۰۱۴ مایکل فلین را به دلیل سوءمدیریت و خلق و خوی تند از سرپرستی آژانس اطلاعات دفاعی اخراج کرد.

## زندگی‌نامه
فلین در میدلتاون، رود آیلند متولد شد و پسر هلن فرانسیس مشغول به کار در املاک و مستغلات و چارلز فرانسیس فلین بانکدار است. او فارغ‌التحصیل دانشگاه رود آیلند با کارشناسی در رشته علم مدیریت در سال ۱۹۸۱ (میلادی) است.

## مواضع سیاسی
فلین به عنوان یک دموکرات ثبت نام کرده، در یک «خانواده شدیداً دمکرات» بزرگ شده‌است به هر روی، او از سخنرانان برگزیده شب نخست مجمع ملی جمهوریخواه ۲۰۱۶ بود و مشاور ارشد امنیت ملی دونالد ترامپ است.
فلین در مصاحبه‌ای با برنامه دیس ویک ای‌بی‌سی نیوز در پاسخ به پرسش مارتا ردتس در خصوص مسئله سقط جنین گفت «زنان باید بتوانند انتخاب کنند». یک روز بعد او در مصاحبه‌ای با فاکس نیوز گفت که او دمکراتی حامی زندگی است.
فلین آیین اسلام را علت اصلی تروریسم اسلامی می‌داند. او اسلام را یک ایدئولوژی سیاسی و یک سرطان خوانده‌است. او در یک توئیت نوشت که «ترس از مسلمانان عقلانی است» و پیوند ویدئویی را در آن گنجاند که مدعی بود اسلام می‌خواهد «۸۰٪ مردم به بردگی گرفته شده یا نابود شوند». فلین که در آغاز پشتیبان پیشنهاد ترامپ مبنی بر منع ورود مسلمانان به آمریکا بود بعدتر به الجزیره گفت یک منع همگانی کارامد نیست و خواستار غربال کردن وارد شوندگان از کشورهایی مانند سوریه شد. فلین گفته آمریکا باید فتح‌الله گولن را به ترکیه برگرداند و با روسیه به‌طور سازنده در سوریه همکاری کند.
ویل مککنتس از مؤسسه بروکینگز در نقد کتاب فلین، به نام عرصه نبرد، جهان بینی فلین را ترکیبی مغشوش از نومحافظه‌کاری (اصراری که او بر نابود کردن آنچه ائتلاف استبداد، دیکتاتوری‌ها و رژیم‌های رادیکال اسلامگرا و واقع‌گرایی (پشتیبانی از همکاری با استبدادهای دوست) می‌داند. گرچه او هم تأیید می‌کند که این ممکن است به این خاطر باشد که کتاب دو نویسنده دارد (دیگر نویسنده آن مایکل لدین است). که توسط شرکت کتاب لس آنجلس به فارسی منتشر شده‌است.

## مصاحبه با الجزیره
فلین در مصاحبه‌ای که با شبکه خبری الجزیره و در برنامه «سر به سر» مهدی حسن، در سال ۲۰۱۵ داشت گفت «نباید با خودمان شوخی داشته باشیم، جهان اسلام خواستار تغییر (منفی) است و این مذهب (اسلام) را به شکل خطرناکی استفاده می‌کند و اصول اساسی این مذهب (اسلام) این تغییرات (منفی) را تأیید می‌کند ولی ما می‌توانیم شکستش بدهیم». او در پاسخ این سؤال که «این که شما گفته‌اید که همه عمر با اسلام در جنگ بودید زیاد سازنده نیست و ممکن است دولت اسلامی عراق و شام (داعش) برای نیروگیری و دفاع از اسلام از این صحبت شما استفاده کند؟» بیان کرد «ما با بخش اسلام تندرو در جنگ بودیم و عقیده شخصی من این است که اسلامیسم یک ایده سیاسی مبتنی بر مذهب است». او ادامه داد «جنگ با طالبان یک جنگ سیاسی است».
فلین گفت: «تاریخ با ما به خاطر خطای استراتژیک ورود به جنگ عراق مهربان نخواهد بود». او گفت «دیگر اشتباه ما کمک نکردن به ارتش آزاد سوریه بود که سبب شد به سوی افراد نامناسب برای کمک مالی بروند». او در پاسخ به این سؤال که «شما به عنوان فرمانده سازمان اطلاعات دفاعی می‌دانستید که دولت اسلامی ظهور خواهد کرد ولی چرا عکس العملی نشان ندادید؟» ادامه داد «وظیفه ما فراهم آوردن اطلاعات بود ولی رئیس‌جمهور (باراک اوباما) باید تصمیم نهایی را می‌گرفت البته من نمی‌گویم چشمانش را به ظهور داعش بست».
فلین دربارهٔ شکنجه زندانی‌ها توسط نیروهای آمریکا در عراق گفت: «به نظر من باید افرادی که شکنجه کرده‌اند باید به دادگاه فرستاده شوند و ما هیج آموزشی برای شکنجه به کسی ندادیم و آن‌ها باید در برابر رفتار خود پاسخگو باشند» و گفت «ما به جای سرمایه‌گذاری در راه حل، در درگیری سرمایه‌گذاری کردیم و به ریشه‌های آن توجه نکردیم» او دامه داد «گروه‌های تروریستی ۲۰۰۴ نسبت به ۲۰۱۵ دو برابر شده‌اند. پس اشتباهی در سیاست‌های ما وجود دارد» او ادامه داد «من در برابر حمله درون‌ها پاسخگو نیستم زیرا من حملات را فرماندهی نمی‌کردم».
فلین دربارهٔ ایران گفت: «من همیشه موافق گفتگو با ایران بودم. ولی باید این مسئله را دربارهٔ ملاهای ایران که دهه‌ها بر قدرت بودند بدانیم که آن‌ها (ملاها) رفتار بدی دارند» و در پاسخ به این سؤال که «ایالات متحده نیز در سرنگونی هواپیمای مسافربری ایران و کودتای ۲۸ مرداد نیز رفتار مناسبی نداشته؟» گفت «بله این واقعت است. ولی رفتار بد ایران بسیار مکرر و ثابت بوده و با توجه که ایران جامعه تحصیل کرده‌ای دارد و می‌تواند به دنیا خدمات مفیدی بکند ولی تصمیم گرفته که این کار را انجام ندهد» و ادامه داد «من اکنون نیز تغییری در رفتار ایران نمی‌بینم». او ادامه داد «توافق اتمی (اوباما) به این دلیل خوب نبود که او فرضیات صحیحی دربارهٔ آن ها (ایران) و کشورهای عربی نداشت». او ادامه داد «به نظر من ایران رفتار غیرقابل پذیرشی دارد و به قوانین بین‌المللی احترامی نمی‌گذارد و پاسخگوی رفتار خود نیست» او گفت «ایران برای اهداف خود به آمریکا در جنگ با طالبان و داعش کمک می‌کند و از طرفی آمریکایی‌ها را در سراسر جهان می‌کشد» او گفت. «به نظر من ما باید سیستم اقتصادی خاور میانه که بر پایه نفت کار می‌کند را تغییر دهیم».
فلین ادامه داد: «مذاکره اتمی فقط دربارهٔ انرژی هسته‌ای نیست بلکه دربارهٔ تغییر سیستمی در خاور میانه است که دولت‌های عرب تشخیص دادند که باید تغییر کند». و خبرنگار گفت «ما (کشورهای عرب) از این نظر استقبال می‌کنیم». او گفت «من اعتقاد دارم ایران تا ۱۰ سال دیگر سلاح اتمی خواهد داشت و به نظر من اشکال توافق اتمی این بود که فقط در مسئله اتمی تمرکز داشت». او ادامه داد «اگر ما به ایران حمله کنیم، حمله ایران به آمریکا مانند حمله القاعده و سفارتخانه‌ای خواهد بود».

## زندان و عفو
در سال ۲۰۱۷ (میلادی) پس از آنکه فاش شد مایکل فلین پیش از انتخابات ریاست‌جمهوری سال ۲۰۱۶ در مورد رفع تحریم‌های روسیه با سفیر روسیه در آمریکا صحبت و معاون رئیس‌جمهور را در این مورد گمراه کرده بود از سوی دونالد ترامپ اخراج شد. تماس او با دیپلمات روس به روزهای پیش از روی کار آمدن دونالد ترامپ مربوط می شد که خلاف قوانین آمریکا بود. مایکل فلین او در سال ۲۰۱۷ به دروغ‌گویی به اف‌بی‌آی درباره تماس‌هایش با سفیر روسیه اقرار کرد. اما در سال ۲۰۱۸ (میلادی) تلاش کرد اقرار خود را پس بگیرد. وزارت دادگستری ایالات متحده آمریکا رای به عدم پیشبرد پرونده داد. اما دیوان عالی ایالات متحده آمریکا با این درخواست مخالفت کرد. دادگاه تجدید نظر نیز در اوت همان سال، رای دیوان عالی را تایید کرد. در نهایت، پس از ۲۲ ماه بررسی رابرت مولر، مایکل فلین به دروع‌گویی و زندان محکوم شد.
در دسامبر ۲۰۲۰ دونالد ترامپ، مایکل فلین را عفو کرد.

## جوایز و افتخارات نظامی
| افتخارات نظامی آمریکایی                                                     |                                                             |
|                                                                             | مدال کارزار افغانستان                                       |
| Bronze star · Bronze star                                                   | مدال قشون کشی نیروهای مسلح با دو ستاره سرویس                |
| Silver oak leaf cluster                                                     | مدال تحسین نیروی زمینی با پنج برگ بلوط                      |
| Bronze oak leaf cluster · Bronze oak leaf cluster · Bronze oak leaf cluster | نشان ستاره برنزی با سه شاخه بلوط سه برگ                     |
| Bronze star · Bronze star · Bronze star                                     | مدال کارزار عراق با سه ستاره                                |
|                                                                             | مدال تحسین خدمت مشترک                                       |
|                                                                             | سردوشی شناسایی خدمت مشترک.                                  |
| Bronze oak leaf cluster                                                     | Legion of Merit                                             |
|                                                                             | Master Parachutist Badge                                    |
| Silver oak leaf cluster                                                     | Meritorious Service Medal with one silver Oak Leaf Cluster  |
|                                                                             | Ranger Tab                                                  |
| مدال‌های خدمت آمریکایی                                                       |                                                             |
|                                                                             | Defense Distinguished Service Medal                         |
| Bronze oak leaf cluster · Bronze oak leaf cluster · Bronze oak leaf cluster | Defense Superior Service Medal with three Oak Leaf Clusters |
|                                                                             | National Defense Service Medal                              |
|                                                                             | National Intelligence Distinguished Service Medal           |
|                                                                             | National Security Agency Distinguished Service Medal        |
| جوایز خارجی و بین‌المللی                                                     |                                                             |
|                                                                             | NATO Meritorious Service Medal                              |